# 苏姆蒙泰
苏姆蒙泰（義大利語：Summonte），是意大利阿韦利诺省的一个市镇。总面积12平方公里，人口1622人，人口密度135.2人/平方公里（2009年）。ISTAT代码为064105。